# They Were Ten
They Were Ten (Ils étaient dix) è una miniserie televisiva francese in sei episodi, rilettura in chiave moderna del romanzo Dieci piccoli indiani di Agatha Christie. Resa disponibile sulla piattaforma on-demand SALTO, è stata trasmessa in prima mondiale in Italia su Fox dal 27 ottobre 2020.

## Trama
Quattro uomini e quattro donne ricevono un invito a soggiornare per alcuni giorni in un hotel che si trova su un'isola deserta. Una volta approdati vengono accolti da una cuoca esperta e da un giovane tuttofare che annunciano loro che il proprietario dell'hotel li raggiungerà l'indomani. Tuttavia nell'hotel cominciano a verificarsi fin da subito fatti inquietanti, tra cui una voce registrata che li accusa di avere commesso crimini orribili per i quali saranno puniti, messaggi scritti che alludono a ciascuno dei crimini e il ritrovamento nelle proprie stanze di oggetti che si ricollegano in qualche modo alle loro vittime. Poco dopo il pilota dell'aereo con cui sono arrivati sette degli otto ospiti viene avvelenato.

## Personaggi e interpreti

### Personaggi principali
- Nina Goldberg, interpretata da Matilda Lutz e doppiata da sé stessa (ep. 1 e 2) e da Veronica Puccio (ep. 3-6).
Giovane e competente botanica, quando era studentessa universitaria ha avuto una relazione clandestina con il suo docente di biologia Arnaud La Fontaine, sposato e padre di famiglia. Ossessionata dall'uomo si è fatta assumere da sua moglie Barbara come babysitter per il loro bambino Nathan. Quando Barbara le ha rivelato di sapere della tresca, poiché Arnaud era solito avere varie relazioni extraconiugali senza però mai lasciarla perché ricca, Nina ha fatto in modo che Nathan affogasse nella piscina della loro villa. Sull'isola intrattiene una relazione sentimentale con Malik, ma quando si convince che lui sia l'assassino, gli spara con la pistola di Xavier. Quando il ragazzo muore dicendole di non essere lui l'omicida, Nina impazzisce, registra un videomessaggio d'aiuto e poi va a impiccarsi in un albero della foresta. Il commissario Le Goff arriva nella stanza segreta dell'assassino e da lì la vede andare a suicidarsi: corre a cercarla per salvarle la vita, ma la ritrova quando è troppo tardi.
Oggetto ritrovato: un pesce ancora vivo nel suo cassetto, che si ricollega alla morte per affogamento del figlio del suo amante.
- Xavier Troussaud, interpretato da Samuel Le Bihan, doppiato da Massimo De Ambrosis.
Enigmatico ex militare, arriva sull'isola credendo di partecipare a una vacanza per uomini divorziati ma porta addosso una pistola. Il giorno in cui ha scoperto di essere sterile sua moglie Séverine gli ha detto di essere incinta e pedinandola lui ha scoperto che la donna aveva una relazione con il suo commilitone e migliore amico Alex Teury. Per vendetta aveva caricato con proiettili veri la mitragliatrice di un allievo durante un'esercitazione e aveva lasciato che il ragazzo uccidesse Alex credendo di sparare a salve. Sull'isola viene avvelenato lentamente con l'acido solfidrico emesso dal condizionatore del suo bungalow, morendo sotto gli occhi degli altri.
Oggetto ritrovato: la medaglietta dell'amico di cui aveva causato la morte.
- Gilles Delfour, interpretato da Guillaume de Tonquédec, doppiato da Alessandro Quarta.
Impiegato di una ditta che produce pannelli fotovoltaici, si reca sull'isola credendo di dovere incontrare un cliente. Figlio di un poliziotto, da ragazzo è stato vittima di bullismo da parte di un gruppo di coetanei e aveva finito per ucciderne il leader gettandolo sotto un treno e facendolo passare per un incidente. Viene assassinato sull'isola per mezzo di tre scorpioni velenosi.
Oggetto ritrovato: un trenino giocattolo, che simboleggia il treno sotto il quale gettò il capo dei bulli.
Messaggio scritto: La jeunesse n'est pas une excuse (La gioventù non è una scusa)
- Eve Lombardi, interpretata da Marianne Denicourt, doppiata da Alessandra Korompay (ep. 1 e 2) e da Cinzia De Carolis (ep. 3 e 6).
Vedova, ex poliziotta della sezione omicidi. Quando era alle prime armi ha lasciato libero un sospetto stupratore che in seguito ha violentato e ucciso un'altra ragazza, delitto per il quale si sente in colpa. Il suo cadavere sembra galleggiare in mare; Kelly racconterà di come sia stata accoltellata dall'assassino. In realtà il corpo galleggiante è un manichino, gettato in mare da lei e da Kelly, cui aveva chiesto di aiutarla a simulare la propria morte per potere essere libera di indagare; è lei ad avere ucciso gli altri, per vendicarsi dell'umana malvagità (suo marito morì di infarto per strada, tra l'indifferenza generale) e punire altre persone colpevoli di omicidio che non avevano mai pagato per il loro crimine. Incontra il commissario Le Goff sulla spiaggia e confessa prima di suicidarsi in mare, mentre l'agente Baptista guarda il video della conversazione con Kelly in cui Eve ammette di essere lei l'assassina rivelando anche il movente prima di uccidere la ragazza.
Oggetto ritrovato: una ciocca di capelli dello stesso colore della ragazza violentata e uccisa dal sospettato.
- Victoria Deshotel, interpretata da Romane Bohringer, doppiata da Claudia Catani.
Medico chirurgo, approda sull'isola dopo un colloquio con un finto banchiere, convinta che si tratti di un paradiso fiscale in cui depositare i suoi soldi. Figlia illegittima del cardiochirurgo Villemont, ha seguito le sue orme nella speranza di costruire un rapporto con il padre, che però non ha voluto frequentarla. Per dimostrarsi degna del padre e ottenere la sua considerazione aveva insistito per effettuare un intervento chirurgico molto rischioso. Quando il paziente era morto per un banale errore di Victoria e Villemont l'aveva cacciata dall'ospedale lei aveva rivelato a tutti di essere sua figlia, provocandogli un infarto. Sull'isola scopre la stanza segreta in cui l'omicida prepara i suoi delitti e tiene sotto controllo le sue vittime, ma viene sorpresa dall'assassino che la sgozza e ne deposita il cadavere su una sedia a dondolo.
Oggetto ritrovato: un peluche con un bisturi conficcato nel cuore, che ricorda l'intervento operatorio sbagliato.
Messaggio scritto: Presomp-tueuse (gioco di parole su "presomptueuse", "presuntuosa" e "presompte tueuse", "presunta assassina")
- Vincent Del Piero, interpretato da Patrick Mille, doppiato da Alessio Cigliano.
Speaker motivazionale molto noto per libri e ospitate televisive in cui predica di filosofia zen e discipline orientali. Arriva sull'isola utilizzando un elicottero privato che viene sabotato per impedire agli ospiti di lasciare l'hotel. Ha strangolato il suo assistente personale Patrice: la madre di quest'ultimo era morta durante una delicata operazione, e il figlio non aveva potuto assisterla, per colpa di Del Piero che lo aveva costretto ad attenderlo sotto casa mentre si intratteneva con una delle sue amanti occasionali e per di più aveva minimizzato le sofferenze della madre. Così Patrice ha deciso di ricattarlo fotografandolo di nascosto mentre tradiva la moglie con due ragazze minorenni. Del Piero, fingendo di cedere al ricatto, lo ha ucciso e ha fatto ricadere la colpa dell'omicidio su un senzatetto che dormiva sotto casa di Patrice. Sull'isola viene ucciso con un colpo di mannaia da cucina in testa.
Oggetto ritrovato: la sciarpa di cachemire di Patrice, insanguinata.
Messaggio scritto: L'habit ne fait pas le moine (L'abito non fa il monaco)
- Kelly Nessib, interpretata da Manon Azem, doppiata da Benedetta Degli Innocenti.
Bella ragazza appariscente e superficiale, che arriva sull'isola con il suo cagnolino Bertrand dopo essere stata abbordata in un locale notturno da un finto manager di calciatori. Bertrand viene ucciso con acqua di pozzo avvelenata. Anni prima Kelly ha accettato di collaborare con un malavitoso locale seducendo il suo rivale Sammy con l'obiettivo di incastrarlo e farlo uccidere dal capo della loro cosca. Kelly si era innamorata di Sammy, che le aveva proposto di abbandonare tutto per rifarsi una vita insieme, ma alla fine aveva tenuto fede al patto e aveva lasciato che Sammy venisse ucciso. Terzultima vittima, viene trovata morta in piscina, con un pugnale conficcato nel cuore: è stata uccisa da Eve durante una colluttazione nella stanza segreta, dopo avere scoperto che Eve, da lei aiutata a simulare la propria morte, era in realtà l'assassina.
Oggetto ritrovato: il cuscino a forma di cuore regalatole da Sammy, con una macchia di sangue.
- Malik Alaoui, interpretato da Nassim Si Ahmed, doppiato da Flavio Aquilone.
Operatore di una ONG che costruisce ospedali, ha in passato svolto il praticantato presso un grosso studio legale nel quale ha subito la competizione accanita del collega Jacques. Per consegnare in tempo i documenti necessari al suo capo per un'importante causa, aveva rubato un'automobile nel parcheggio di un pub e aveva travolto un giovane ciclista, lasciando che del delitto venisse incolpato il proprietario dell'auto rubata, un diciannovenne che si era poi suicidato in carcere. Sull'isola Malik si innamora ricambiato di Nina, ma finisce per essere ucciso da lei che lo crede il killer.
Oggetto ritrovato: un paio di occhiali insanguinati, gli stessi indossati dal ciclista travolto e ucciso da lui.
- Eddy Hamraoui, interpretato da Samy Seghir, doppiato da Mirko Cannella.
Giovane tuttofare assunto per lavorare nell'hotel. Sposato e padre di un bambino, pur di guadagnare denaro aveva accettato di trasportare un furgone carico di profughi fino al confine, ma per paura di arrivare in ritardo e perdere i soldi aveva impedito ai passeggeri di scendere dal mezzo, con il risultato che tutti gli occupanti erano morti per asfissia. Sospettato di essere il killer dell'isola da Xavier, viene legato a un albero e torturato da questi, ma dopo essere riuscito a liberarsi viene trovato cadavere da Nina con il suo coltellino piantato nel cuore.
Oggetto ritrovato: in realtà non è un oggetto, ma l'immagine di una delle profughe trasmessa sul monitor del computer; Eddy, sconvolto, distrugge il computer e fugge, dando adito a sospetti su di lui.
- Myriam Berto, interpretata da Isabelle Candelier, doppiata da Roberta Paladini.
Cuoca dell'hotel, ha gestito per molti anni un ristorante, sacrificandosi per pagare gli studi al figlio Julien. Quando il ragazzo ha stuprato la cameriera Maryline, Myriam l'ha uccisa per folgorazione pur di impedirle di denunciare l'avvenuto. Sull'isola è la prima vittima a cadere sotto la mano dell'assassino, colpita al collo e lasciata affogare nella piscina dell'hotel.
Oggetto ritrovato: una statuetta di Marilyn Monroe, il cui nome ricorda la cameriera da lei uccisa.
Messaggio: L'amour maternel est assassin (L'amore materno è assassino)

### Personaggi secondari
- Commissario Mathieu Le Goff, interpretato da Mathieu Demy.
Commissario di polizia, conosce Nina a seguito di uno scippo poco prima che la ragazza parta per raggiungere l'isola. Dopo avere recuperato la borsetta di Nina si mette sulle tracce della ragazza che non risponde più al cellulare.
- Léonie Baptista, interpretata da Wendy Nieto.
Poliziotta che lavora con il commissario Le Goff. Prende spesso in giro Le Goff per la sua testardaggine nel volere ritrovare Nina.
- Arnaud La Fontaine, interpretato da Samuel Jouy.
Docente universitario responsabile del corso di biologia, diventa l'amante di Nina pur avendo moglie e un figlio.
- Jimmy, interpretato da Samir Boitard.
Esca utilizzata dall'assassino per attrarre diversi ospiti sull'isola. Abborda Kelly in un locale fingendosi un manager di calciatori, invita Xavier in vacanza dopo averci fatto amicizia in palestra, propone a Victoria un affare finanziario, si spaccia con Gilles per il proprietario dell'albergo e finge di volere vendere l'hotel a Vincent. Il suo cadavere viene recuperato in spiaggia dagli ospiti il giorno dopo il loro arrivo.

## Episodi
| n° | Titolo italiano           | Prima TV Italia  |
| -- | ------------------------- | ---------------- |
| 1  | Erano dieci               | 27 ottobre 2020  |
| 2  | Fantasmi dal passato      | 27 ottobre 2020  |
| 3  | La ricerca della sorgente | 3 novembre 2020  |
| 4  | Sospetti                  | 10 novembre 2020 |
| 5  | Strada senza uscita       | 17 novembre 2020 |
| 6  | E non rimase nessuno      | 17 novembre 2020 |